# Đình Phong
Đình Phong là một xã thuộc tỉnh Cao Bằng, Việt Nam.

## Địa lý
Xã Đình Phong nằm ở phía đông huyện Trùng Khánh, có vị trí địa lý:
- Phía đông giáp xã Chí Viễn
- Phía tây giáp xã Ngọc Khê
- Phía nam giáp xã Chí Viễn và xã Phong Châu
- Phía bắc giáp Trung Quốc.

Xã Đình Phong có diện tích 34,57 km², dân số năm 2019 là 3.087 người, mật độ dân số đạt 89 người/km².
Tuyến tỉnh lộ 211 chạy qua một khu vực nhỏ ở phía tây của xã. Một số ngọn núi trên địa bàn là núi Chông Mu, núi Phia Lạng, núi Ta Mấn. Dòng sông Quây Sơn, là sông có thác Bản Giốc, chảy qua địa bàn xã theo chiều tây bắc-đông nam. Trên dòng Quây Sơn chảy qua xã có nhà máy thủy điện nhỏ Thông Cót. Đình Phong có thắng cảnh đền Hoàng Lục.

## Lịch sử
Tên của xã được đặt theo tên của  một chiến sĩ cộng sản tham gia kháng chiến chống Pháp.
Sau năm 1975, Đình Phong là một xã thuộc huyện Trùng Khánh.
Ngày 8 tháng 10 năm 1980, Hội đồng Chính phủ ban hành Quyết định 332-CP về việc giải thể xã Quang Thành và sáp nhập thôn Lũng Đính sáp nhập vào xã Đình Phong.
Đến năm 2019, xã Đình Phong được chia thành 14 xóm: Bản Chang, Đỏng Luông - Chi Choi, Giộc Giao, Lũng Nặm, Bản Luông, Nà Sa, Nà Thoang, Pác Gọn, Ta Liêng - Hát Pan, Ta Nang, Vườn Luông - Ta Mẫn, Nộc Cu, Bo Thốc, Giảng Gà.
Ngày 9 tháng 9 năm 2019, Hội đồng Nhân dân tỉnh Cao Bằng ban hành Nghị quyết số 27/NQ-HĐND về việc:
- Sáp nhập xóm Nộc Cu và xóm Đỏng Luông - Chi Choi
- Sáp nhập hai xóm Ta Nang và Giảng Gà thành xóm Ta Nang - Giảng Gà
- Sáp nhập hai xóm Lũng Nặm và Bo Thốc thành xóm Bo Nặm
- Sáp nhập hai xóm Bản Luông và Na Sa thành xóm Bản Luông - Nà Sa
- Sáp nhập hai xóm Ta Liêng - Hát Pan và Vườn Luông - Ta Mẫn thành xóm Long Định.

## Hành chính
Xã Đình Phong được chia thành 9 xóm: Bản Chang, Bản Luông - Nà Sa, Bo Nặm, Đỏng Luông - Chi Choi, Giộc Giao, Long Định, Nà Thoang, Pác Gọn, Ta Nang - Giảng Gà.